# Josef Valentin Stieger
Josef Valentin Stieger (2. března 1807 Bolzano – 13. února 1875 Salcburk) byl rakouský politik ze Salcburska, v 2. polovině 19. století poslanec Říšské rady.

## Biografie
Narodil se v Tyrolsku. Jeho otec byl majitelem nemovitostí v Bolzanu. Bratr Johann Stieger byl rovněž politikem a poslancem Frankfurtského parlamentu. Josef v roce 1827 absolvoval gymnázium v Bolzanu. V letech 1828–1829 potom studoval filozofii a v letech 1830–1833 práva na univerzitě ve Štýrském Hradci, kde 3. srpna 1835 získal titul doktora práv. Následně po jistou domu působil u komorní prokuratury v Štýrském Hradci a pracoval jako praktikant v tamní advokátní kanceláři. 31. srpna 1841 se stal samostatným advokátem v Judenburgu. Od 6. července 1842 byl advokátem v Salcburku. Od roku 1848 do roku 1860 zasedal v salcburské městské radě.
V roce 1862, podle jiného zdroje roku 1863, byl zvolen na Salcburský zemský sněm za kurii obchodních komor. 6. února 1867 získal opět mandát na zemském sněmu, nyní za velkostatkářskou kurii. Na zemském sněmu zasedal do roku 1870. Zemský sněm ho 21. února 1867 delegoval i do Říšské rady. Na Říšské radě patřil k stoupencům jednotného rakouského státu. Profiloval se jako odborník na právní otázky.